# Ryan Willie
Ryan Willie (né le 30 mars 2002)  est un athlète américain, spécialiste des épreuves de sprint.

## Biographie
Il remporte la médaille d'or du relais 4 × 400 m mixte des championnats du monde 2023 après avoir participé aux séries.

## Palmarès
| Date | Compétition           | Lieu     | Résultat | Épreuve         | Temps                    |
| ---- | --------------------- | -------- | -------- | --------------- | ------------------------ |
| 2023 | Championnats du monde | Budapest | 1er      | 4 x 400 m mixte | Participation aux séries |
| 2024 | Relais mondiaux       | Nassau   | 1er      | 4 × 400 m mixte | 3 min 10 s 73            |

## Records
| Épreuve | Temps   | Lieu   | Date         |
| ------- | ------- | ------ | ------------ |
| 400 m   | 44 s 25 | Austin | 29 juin 2023 |